# Achelia kiiensis
Achelia kiiensis là một loài nhện biển trong họ Ammotheidae. Loài này thuộc chi Achelia. Achelia kiiensis được miêu tả khoa học năm 1951 bởi Utinomi.